# Marrow
Marrow is een fictieve planeet in het luchtbeluniversum van Pandarve in de sciencefictionstripreeks Storm. De planeet bestaat uit gigantische kolommen die in het middelpunt van de planeet ontstaan. Slechts de bovenkant van deze kolommen wordt bewoond. 
De populairste sport op Marrow is Barsaman, een soort gladiatorengevecht.

## Kenmerken
Door de geringe zwaartekracht aan de randen van de kolommen is het voor luchtschepen mogelijk om aan te meren zonder neer te storten. Meer naar het centrum toe heerst er een normale zwaartekracht.

## Rol in de stripreeks
Renter Ka Rauw moet op Marrow zijn proeve van bekwaamheid afleggen. Deze bestaat er in de koning van Marrow te doden. Als hij erachter komt dat de koning zijn vader is, kan hij die taak niet volbrengen en zakt hij voor zijn examen aan de dodersacademie van Eriban.
Tijdens hun verblijf op Marrow, als slaven van Renter Ka Rauw, leren Storm, Roodhaar en Nomad Tilio kennen. Tilio is gefascineerd door het schaakspel dat Storm aan Nomad leerde met behulp van uit zeep gesneden schaakstukken. Storm geeft de schaakstukken en het schaakbord aan Tilio, die het spel op Marrow introduceert, waarna het al snel het meest populaire tijdverdrijf van de bevolking van Marrow wordt.